# Американска агенция за опазване на околната среда
Американската агенция за опазване на околната среда (на английски: United States Environmental Protection Agency; EPA) е агенция на федералното правителство на САЩ, създадена с цел опазване на околната среда и здравето на хората. За постигането на тази цел агенцията разработва и следи за изпълнението на норми, основани на приетите от Конгреса на САЩ закони. Агенцията е предложена от Ричард Никсън и започва да функционира на 2 декември 1970 г.. Агенцията се ръководи от администратор, назначаван от президента и одобряван от Конгреса. От юли 2013 г. тази длъжност се заема от Джина Маккарти. Администраторът на агенцията е член на кабинета на САЩ.
Седалището на EPA се намира във Вашингтон, а в 10 региона на САЩ са разположени регионални офиси. Към агенцията има и 27 лаборатории. Агенцията извършва оценки за състоянието на околната среда, провежда изследвания и се занимава с образователна дейност. В задълженията ѝ влиза също да следи как се изпълняват приетите стандарти и норми, като някои от тези задължения се делегират на щатите.
Агенцията има около 15 хил. служителя на пълен работен ден, като работи също и с много външни сътрудници на договорна основа.